# Koresand
Koresand je severofríský ostrov patřící Dánsku. Nachází se v Severním moři. Má rozlohu přibližně 20 km². Je součástí administrativního regionu Syddanmark. Nachází se jihozápadně od Mandø. Ostrov je pokrytý pískem, není obydlený a během přílivu je částečně zaplavovaný. Při bouřkách mizí pod hladinou celý, což brání růstu vegetace a tvorbě trvalých dun.

## Využití
Za přílivu je možné ostrov navštívit pěšky a pobýt na něm až tři hodiny, čehož využívají turisté. Ostrov navštěvují buď pěšky nebo se nechají svést traktorem s přívěsem. Na jižní straně se nachází tulení rezervace, kde je možné je z dálky pozorovat dalekohledem. V západní částise v roce 2008 nacházela malá ptačí kolonie rybáků.

## Historie
Obyvatelé Mandø koupili ostrov od krále Kristiána IV. za 400 tolarů. Podle legendy byl ostrov do roku 1634 obydlen. Na něm nacházející se osady Korre By a Knokkeby byla zničena toho roku během bouře. Zachránění obyvatelé se poté usadili na sousedním Mandø a opevnili ho hrázemi. Ostrov byl využíván ke sběru dřeva, které na něj bylo naplaveno. Na ostrově dochází k uvíznutí kytovců, když například v roce 1996 se jednalo o tři vorvaně.